# Rhodocoma
Rhodocoma  es un género con dos especies de plantas herbáceas perteneciente a la familia Restionaceae. Es originario de Sudáfrica.

## Especies deRhodocoma
A continuación se brinda un listado de las especies del género Rhodocoma aceptadas hasta mayo de 2011, ordenadas alfabéticamente. Para cada una se indica el nombre binomial seguido del autor, abreviado según las convenciones y usos, y la publicación válida.
- Rhodocoma alpina H.P.Linder & Vlok, Pl. Syst. Evol. 175: 156 (1991).
- Rhodocoma arida H.P.Linder & Vlok, Pl. Syst. Evol. 175: 158 (1991).
- Rhodocoma capensis Nees ex Steud., Syn. Pl. Glumac. 2: 249 (1855).
- Rhodocoma foliosa (N.E.Br.) H.P.Linder & C.R.Hardy, Bothalia 40: 11 (2010).
- Rhodocoma fruticosa (Thunb.) H.P.Linder, Bothalia 15: 479 (1985).
- Rhodocoma gigantea (Kunth) H.P.Linder, Bothalia 15: 479 (1985).
- Rhodocoma gracilis H.P.Linder & Vlok, Pl. Syst. Evol. 175: 156 (1991).